# 小行星21418
小行星21418（21418 Bustos）是一颗绕太阳运转的小行星，为主小行星带小行星。该小行星于1998年3月20日发现。

## 轨道参数
小行星21418的轨道半长轴为2.1816802 UA，离心率为0.086。